# Lynval Golding

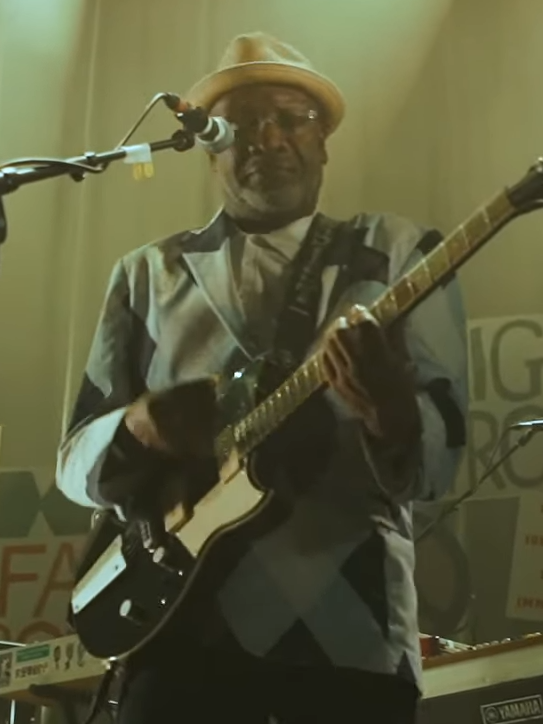
Lynval Golding in 2019

Lynval Golding (24 juni 1951, Saint Catherine, Jamaica) is een Brits-Jamaicaans muzikant. Hij is bekend geworden als gitarist en zanger van skaband The Specials. Daarnaast heeft Golding ook met zijn eigen band Gigantor (voorheen Stiff Upper Lips) getoerd

## Biografie

### The Specials
Golding kwam op dertienjarige leeftijd naar Engeland; via Gloucester kwam hij in Coventry terecht. Golding speelde in diverse lokale bands met de latere leden van de Specials waaronder oprichter Jerry Dammers. De Specials ontketenden in 1979 een ska-revival via hun 2 Tone-label en werden daarbij in een adem genoemd met The Selecter en de ska-popband Madness. Naast Terry Hall en Neville Staple nam ook Golding enkele nummers voor zijn rekening, zoals Rude Boys Outta Jail, de B-kant van de single Rat Race dat in mei 1980 werd uitgebracht. Een maand later werd hij in elkaar geslagen door racisten; als reactie schreef Golding Why? dat in 1981 de B-kant werd van Ghost Town, de laatste single waarop alle zeven leden van de klassieke bezetting te horen waren.
Golding, Staple en Hall voelden zich geremd in hun creativiteit en stapten op na een tournee door Amerika waar niemand echt zin in had.
Ze gingen verder als Fun Boy Three en wisten ook op eigen kracht hits te scoren omdat ze manager Rick Rogers meenamen. Maar in 1983 herhaalde de geschiedenis zich, want net als de Specials ging ook Fun Boy Three ten onder aan verslechterde communicatie.

### Hernieuwde samenwerkingen
In 1984 brachten Golding en Staple met Selecter-zangeres Pauline Black de single Pirates on the Airwaves uit; het werd uitgebracht onder de naam Sunday Best, maar werd geen commercieel succes. De resterende Funboys wilden een duo-album maken, maar hadden niet genoeg geld.
Golding ging weer samenwerken met Dammers; hij zong mee op Free Nelson Mandela dat op naam van Special AKA de laatste grote hit werd op het noodlijdende 2 Tone en op een Band Aid-achtige cover van The Pioneers' Starvation die werd opgenomen in de Liquidator studio van Madness. In 1985 volgde de single The Wind of Change met Robert Wyatt die op Rough Trade werd uitgebracht; daarmee was de cirkel rond, want op dit label verschenen in 1979 ook de eerste persingen van de Specials' Gangsters. In 1988 volgde een gastoptreden bij The Pogues tijdens de opnamen van hun concertvideo Live at The Town & Country Club; Golding vertolkte de Specials-hit A Message To You, Rudy.

### Doorstart
De grote skabands waren inmiddels (tijdelijk) uit elkaar, maar er stond een nieuwe generatie op die het genre levend hield; Golding, destijds werkzaam als dj, was echter niet onder de indruk. Tussen 1990 en 1993 trad hij op met de supergroep Special Beat, waarna een doorstart volgde als de Specials; deze bezetting maakte twee albums waarvan het eerste - Today's Specials - ook wel het gelijknamige debuut wordt genoemd omdat Dammers, Hall en drummer John Bradbury ontbraken. De band toerde in drie jaar tijd voornamelijk door Amerika waar Golding (en tot 2004 ook Staple) inmiddels was gaan wonen.
In 2001 verscheen het tribute-album Spare Shells; Golding maakte met de band Skanic een nieuwe versie van zijn Do Nothing.
Zijn verhuizing naar Seattle weerhield hem er geenszins van om over en weer te vliegen voor optredens als gastmuzikant van de band Pama International; zodoende kon hij in 2004 tijdens een bezoek aan Nederland worden geïnterviewd voor het programma Top 2000 à Go-Go. Madness-saxofonist Lee Thompson kwam ook in beeld als mede-gastmuzikant, en toen de nutty boys in 2005 naar Washington kwamen met hun Dangermen-tournee werd Golding gevraagd om mee te spelen tijdens afsluiter Night Boat to Cairo. In 2007 was hij ook te gast bij Lily Allen op het Glastonbury Festival, samen met Terry Hall.

### Echte reünie
In 2009 kwamen de originele Specials weer bij elkaar, maar ook ditmaal zonder Dammers. In de daaropvolgende jaren werd de bezetting nog verder uitgedund; Neville Staple en gitarist Roddy Radiation kozen voor hun solocarrières, John Bradbury en Terry Hall overleden in respectievelijk 2015 en 2022. Horace Panter liet in een interview weten geen toekomst te zien in een Specials zonder Hall. Vanwege een rugoperatie is Golding gestopt met gitaarspelen; zijn laatste opname als gitarist is te horen op de single When A Light Goes Out die in maart 2024 werd uitgebracht onder de naam The Specials Family.

## Persoonlijk leven
Golding heeft kinderen uit vier relaties; hij woont met zijn huidige echtgenote in Gig Harbor.
- Biblioteca Nacional de España: XX950381
- Gemeinsame Normdatei: 13529942X
- International Standard Name Identifier: 0000 0000 5953 2512
- Library of Congress Control Number: no2011004604
- MusicBrainz: b1747f37-6100-4d1f-8b52-a090db811979
- Virtual International Authority File: 25822161